# Gare de La Chapelle-Saint-Mesmin
La gare de La Chapelle-Saint-Mesmin est une halte ferroviaire française de la ligne de Paris-Austerlitz à Bordeaux-Saint-Jean, située sur le territoire de la commune de La Chapelle-Saint-Mesmin, dans le département du Loiret, en région Centre-Val de Loire.
C'est une halte de la Société nationale des chemins de fer français (SNCF), desservie par des trains régionaux du réseau TER Centre-Val de Loire.

## Situation ferroviaire
Établie à 106 mètres d'altitude, la gare de La Chapelle-Saint-Mesmin est située au point kilométrique (PK) 128,315 de la ligne de Paris-Austerlitz à Bordeaux-Saint-Jean, entre les gares des Aubrais et de Chaingy-Fourneaux-Plage. 
La longueur de la voie ferrée sur le territoire de la commune de La Chapelle-Saint-Mesmin entre celles d'Ingré (au nord-est) et de Chaingy (au sud-ouest) est de 3 748,50 mètres.

## Histoire

La gare en 1916.

Les 1res études du tracé Nantes-Orléans réalisées par la compagnie Jucqueau-Galbrun débutent dès 1836.
En avril 1842, la chambre des députés adopte définitivement l'implantation de la ligne de chemin de fer Orléans-Tours. Début mars 1843, les marchés de terrassements sont tous adjugés.
Les demandes d'expropriations pour cause d'utilité publique sont enregistrées le 10 novembre 1843. Les actes de vente des parcelles expropriées sont réalisés entre 1844 et 1846. On compte 580 parcelles expropriées (dont 312 parcelles de vigne et 246 parcelles de terre), l'emprise totale de la ligne portant sur huit hectares. Les travaux de terrassement et de pose des voies, exécutés par une centaine d'ouvriers, se déroulent en 1845 afin que le chemin de fer puisse arriver en 1846 à La Chapelle-Saint-Mesmin.
Il est décidé d'implanter la gare (de 4e classe), d'une longueur de 240 mètres, à l'est du chemin de la Gabellière. L'architecte du Département, Louis Clouet, est chargé de sa construction ainsi que de toutes celles de la ligne. Deux ponts ferroviaires sont édifiés, l’un franchissant la rue de la Gabellière (près de la gare) et l’autre le chemin du Petit Pont.
Le 25 juillet 1845, la locomotive, chargée de transporter le sable et les matériaux nécessaires à la mise en service de la ligne, déraille au niveau du hameau de la Perrière et occasionne quelques dégâts.
Les premiers essais ont lieu le 30 octobre 1845 avec six voitures transportant une centaine de personnes.
La construction de toutes les maisons des garde-barrières de la ligne Orléans-Tours est achevée en décembre 1845 et la pose des rails est presque partout terminée en janvier 1846.
En février 1846, une fraude au matériel est découverte : des traverses de rail en chêne ont été frauduleusement remplacées par des traverses en sapin. Les traverses en sapin seront en définitive remplacées le mois suivant.
Le voyage inaugural de la section Orléans – Tours se déroule le 26 mars 1846 en présence du duc de Nemours et du duc de Montpensier.
L'ouverture, par la Compagnie du chemin de fer d'Orléans à Bordeaux, de la section d'Orléans à Tours, débute par le service des voyageurs le 2 avril 1846 puis le service des marchandises le 15 juin suivant. La section Orléans – Tours compte quatorze stations de chemin de fer. Son étendue est de 115 kilomètres. Pendant les quatre années de sa construction, 2 600 000 m3 de terrassements ont été exécutés et 67 ouvrages d'art ont été édifiés. Le coût total de la section s'élève à la somme de 16 millions de francs.
Les passagers peuvent alors voyager dans trois types de véhicules :
- en 1re classe, dans des voitures couvertes et garnies ;
- en 2e classe, dans des voitures couvertes et non garnies ;
- en 3e classe, dans des voitures découvertes.

Faisant suite aux plaintes de  la part de nombreux passagers (ce que la presse dénommera « la fièvre du chemin de fer »), ces dernières voitures, en fait des wagons-tombereaux, seront supprimées quelques années plus tard du fait de leur inconfort relatif.
À compter du 1er juillet 1846, le courrier postal est désormais délivré par chemin de fer dans la gare ainsi que dans toutes celles des localités du parcours de la section Orléans – Tours.
À cette époque, il existe, de l'est vers l'ouest, quatre « barrières », appelées aujourd'hui passages à niveau (PN) : la barrière des Hauts Champs, la barrière de Croquechâtaigne (actuellement rue d’Ingré au PN n° 95), la barrière de Montaut et la barrière de la Perrière, celle-ci étant surveillée jour et nuit par un garde-barrière dont le poste est tenu par la femme d’un cheminot. Faisant suite à la demande de la SNCF en 1977, la municipalité consent à faire supprimer les trois derniers PN en échange du remplacement du PN 95 par la construction d’un pont ferroviaire. Ce pont est mis en service en juin 1980. Un pont routier est édifié en 1850 pour assurer la continuité du chemin d’Orentay devenu depuis une voie communale. Le passage pour piétons à Mégreville est fermé en 1976.
Le 11 mai 1851, le préfet du Loiret autorise, par ordonnance, la compagnie de chemin de fer à disposer de « wagons à salon pour fumeurs ».
En octobre 1852, à l'occasion de son retour de Tours vers Orléans, le « prince-président », futur Napoléon III, répond, depuis la portière de son wagon, aux acclamations des habitants rassemblés sur le quai de la gare décorée d'un arc de triomphe, en feuillages et en fleurs, réalisé par la municipalité.
À la suite de la capitulation du maréchal Bazaine à Metz le 27 octobre 1870 pendant la guerre franco-allemande de 1870, les troupes bavaroises sont renforcées par les contingents prussiens venus de Metz qui arrivent le 4 décembre 1870 à La Chapelle par la rue d'Ingré. Ils avancent vers Orléans jusqu'au lieu-dit La Roche où les batteries françaises placées à la ferme Saint-Gabriel tirent quelques coups de canon, ce qui  fait revenir les Prussiens jusqu'au lieu-dit La Guide ; c'est à ce moment-là que le train où se trouve Léon Gambetta, ministre de la Guerre et de l'Intérieur, venant de Tours pour se rendre à Orléans, s'arrête à la gare de La Chapelle, à environ 400 mètres du lieu-dit Croquechâtaigne et doit faire marche arrière pour éviter un tir prussien nourri,.
En 1900, le service d'été du trafic ferroviaire de la gare prévoyait quotidiennement cinq trajets vers Orléans et cinq trajets vers Blois.
La gare sera également ouverte au service des marchandises à la fin des années 1920 et utilisée, à cette fin, essentiellement par l'entreprise Dessaux, implantée au nord des voies, qui sera rachetée par l’entreprise Saint-Gobain en 1934. À cette époque, il existe à proximité, rue de la Gabellière, un établissement dénommé Café de la Gare.

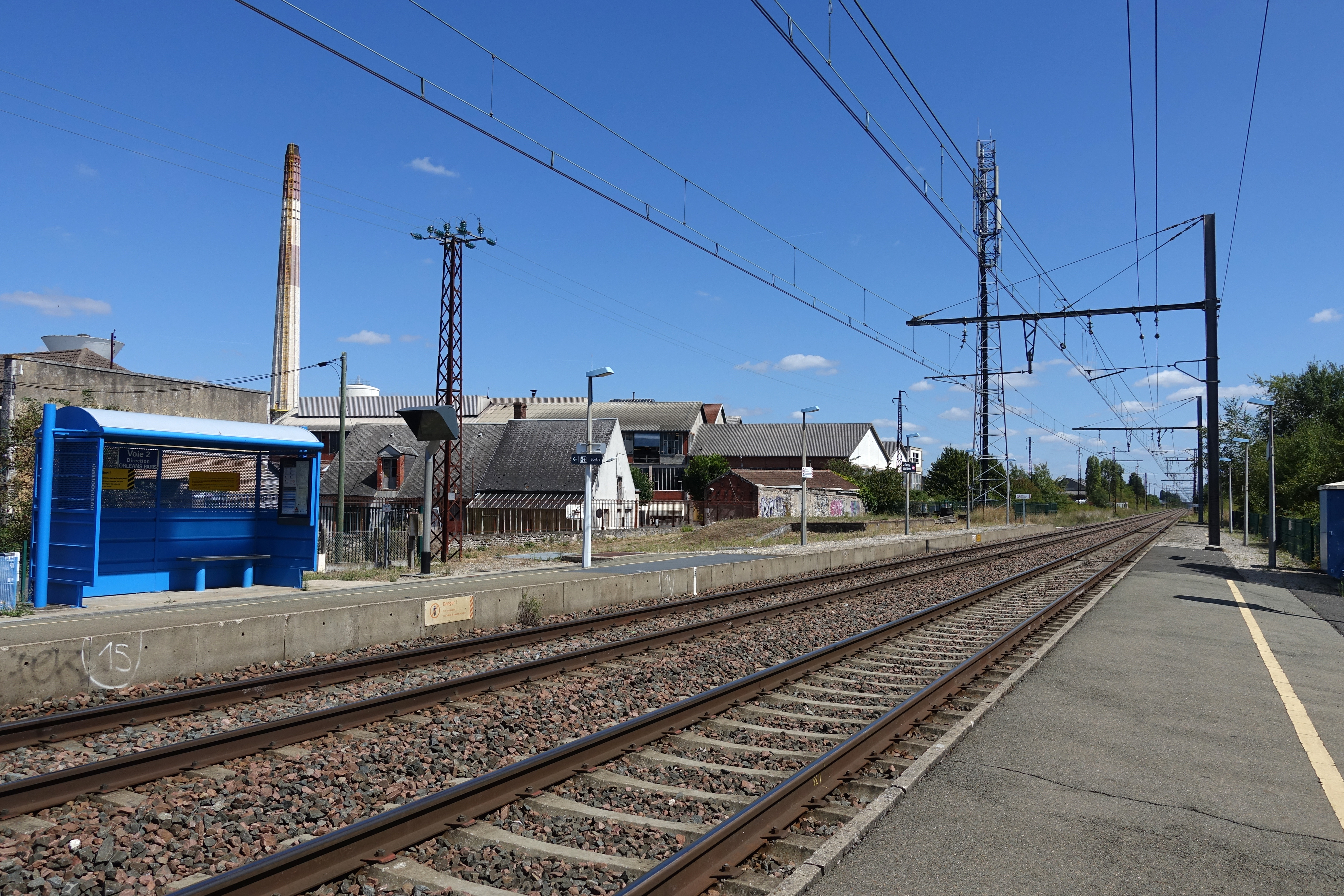
Quai de la gare avec son abri en août 2018.

L'implantation de la gare accentue progressivement l'urbanisation de la commune qui devient un lieu de villégiature. La section Orléans-Tours fait progressivement disparaitre la batellerie. De ce fait, dès les premières semaines de sa mise en service, les compagnies de bateaux à vapeur de Loire doivent réduire fortement leur prix d'embarquement, puis cesser, après quelques semaines, leurs activités. En outre, le transport ferroviaire, ajouté à l'agrément des bords de Loire, est propice à l'édification, entre 1840 et 1860, de nouvelles villas et de manoirs pour les propriétaires d'Orléans et même de Paris (Villas des Ormes, de la Carbonnière, des Lilas, de l'Ermitage, des Tourelles).
En 1898, la gare de La Chapelle réalise des recettes annuelles d'un montant de 33 585 francs. Elle est classée 24ème sur les 62 gares du département du Loiret en terme de fréquentation. En 1899, Monsieur André est nommé chef de gare en remplacement de Monsieur Aufrère, admis à la retraite.
À l'occasion du recensement de 1936, le nombre d'employés de la ligne Paris – Orléans affectés à la gare de La Chapelle Saint-Mesmin s'élève à 11 agents.
En mai 2007, compte tenu du refus de la municipalité d'en faire l'acquisition, la démolition par la SNCF du bâtiment historique de la gare — identique à ceux d'autres gares construites sur la ligne de Paris-Austerlitz à Bordeaux-Saint-Jean — a donné lieu à une forte mobilisation des Chapellois pour sauver en vain leur gare. L'arrêt subsiste ainsi qu'un parking et un parc à vélos.
Cette ligne de chemin de fer, qui traverse de part en part le territoire de la commune, suivant plus ou moins parallèlement le tracé de l'autoroute A10 à une distance d'environ un kilomètre plus au nord (et qui constitue une frontière naturelle avec la commune voisine d'Ingré), est toujours considérée aujourd'hui comme une véritable coupure avec le centre bourg pour les habitants des quartiers situés entre ces deux réseaux (Les Forges, l'Autruche, Pailly, les Chesnats, Orentay et Maison Rouge).

## Fréquentation
De 2015 à 2022, selon les estimations de la SNCF, la fréquentation annuelle de la gare s'élève aux nombres indiqués dans le tableau ci-dessous.
| Année     | 2015  | 2016  | 2017  | 2018  | 2019   | 2020  | 2021  | 2022   |
| --------- | ----- | ----- | ----- | ----- | ------ | ----- | ----- | ------ |
| Voyageurs | 6 525 | 7 211 | 8 066 | 8 556 | 12 272 | 5 215 | 6 870 | 11 192 |

## Service des voyageurs

### Accueil
Halte de la SNCF, c'est un point d'arrêt non géré (PANG) à entrée libre.

### Desserte
La halte est desservie en semaine par six TER Centre-Val de Loire en direction de la gare d'Orléans et par quatre TER qui effectuent des missions omnibus entre les gares de Blois - Chambord et d'Orléans. 
Le trajet La Chapelle/Orléans centre-ville s'effectue en 8 minutes.
Elle est l'une des quatre gares d'Orléans Métropole intégrées au TER-Bus, qui permet d'utiliser les TER entre ces quatre gares avec un titre de transport urbain.

### Intermodalité
La gare est desservie par les transports de l'agglomération orléanaise (TAO), par la ligne 51 (à l'arrêt La Chapelle-Gare).
Un parc pour les vélos et un parking pour les véhicules sont aménagés à ses abords.

## Sources
- Collectif, Bulletins annuels du Groupe d'Histoire Locale, La Chapelle Saint-Mesmin, GHL, depuis 1984 (ISSN 0981-0706).